# Гейл Шанфро
Гейл Шанфро (фр. Gail Chanfreau, до шлюбу Шерріфф, потім Ловра і Бенедетті) — французька тенісистка австралійського походження, роки активності якої припадають на кінець аматорської й початок Відкритої ери, чотириразова чемпіонка Відкритого чемпіонату Франції у парному розряді.

## Значні фінали

### Турніри Великого шолома

#### Парний розряд
| Результат | Рік  | Турнір               | Поверхня | Партнерка          | Супротивниці                         | Рахунок       |
| --------- | ---- | -------------------- | -------- | ------------------ | ------------------------------------ | ------------- |
| Перемога  | 1967 | French Championships | Ґрунт    | Франсуаз Дюрр      | Аннетте Ван Зіль Пет Вокден          | 6–2, 6–2      |
| Перемога  | 1970 | French Open          | Ґрунт    | Франсуаз Дюрр      | Розмарі Касалс Біллі Джин Кінг       | 6–1, 3–6, 6–3 |
| Перемога  | 1971 | French Open          | Ґрунт    | Франсуаз Дюрр      | Гелен Гурлей Керрі Гарріс            | 6–4, 6–1      |
| Поразка   | 1974 | French Open          | Ґрунт    | Катя Бургемайстер  | Кріс Еверт Ольга Морозова            | 4–6, 6–2, 1–6 |
| Перемога  | 1976 | French Open          | Ґрунт    | Фйорелла Бонічеллі | Кетлін Гартер Гельга Ніссен Мастгофф | 6–4, 1–6, 6–3 |
| Поразка   | 1978 | French Open          | Ґрунт    | Леслі Тернер       | Міма Яушовець Віргінія Рузічі        | 7–5, 4–6, 6–8 |

## Виноски
1. ↑  Player Profile // WTA website
2. ↑  https://www.tennisforum.com/threads/biographies-of-female-tennis-players.497314/post-25513914

| Тенісист | Це незавершена стаття про тенісиста чи тенісистку. Ви можете допомогти проєкту, виправивши або дописавши її. |